# Slaget vid Munda
Slaget vid Munda utspelade sig 17 mars 45 f.Kr. i provinsen Hispania. Det var det sista, och avgörande, slaget under Caesars inbördeskrig. Pompejus den yngre (Pompejus den stores son) och Titus Labienus (Caesars förre legat) besegrades i detta slag och det innebar att Caesar kunde återvända till Rom.

## Förspel
Caesar korsade Rubicon 49 f.Kr., och i och med denna handling utlöste han inbördeskrig inom den Romerska republiken. Pompejus den yngre följde, tillsammans med de flesta senatorer som stödde Pompejus, sin far till Brundisium. När Caesar påbörjade en belägring av staden flydde de till Grekland med hjälp av de många handelsfartyg de hade beslagtagit i området.
Efter slaget vid Farsalos 48 f.Kr. där Pompejus den store förlorade, flydde denne till Egypten. Han blev mördad vid sin ankomst 29 september samma år. Pompejus den yngre och dennes yngre bror Sextus Pompejus drog sig tillbaka till den romerska provinsen Africa terra. Tillsammans med Metellus Scipio, Cato den yngre och andra senatorer som motsatte sig Caesar förberedde de här sitt motstånd. De blev besegrade under slaget vid Thapsus 46 f.Kr. Metellus Scipio och Cato tog sina liv efter förlusten men Pompejus den yngre lyckades fly till Hispania tillsammans med sin bror och Titus Labienus. Där lyckades samla ihop en armé för att bekämpa Caesar.

## Slaget
Caesar följde efter "upprorsmännen" och den 17 mars 45 f.Kr. möttes de vid Munda, södra Hispania (dagens södra Spanien). Caesars armé bestod av åtta legioner (80 kohorter) med ett 8 000 man starkt kavalleri som understöd. Pompejus den yngre kommenderade tretton legioner, 6 000 man lätt infanteri och 6 000 ryttare under ledning av Labienus. Pompejus trupper bestod till viss del av desertörer från Caesars styrkor, och de fruktade dennes reaktion om de skulle besegras. Caesar försökte förmå fienden att anfalla utan att lyckas och beordrade därför ett frontalangrepp på Pompejus trupper. Caesar kommenderade högerflanken där hans favoritlegion, Legio X, var involverade i hårda strider. Hans närvaro inspirerade Legio X och de pressade tillbaka Pompejus trupper. Pompejus den yngre insåg hotet och försökte förstärka sin vänstra flank med en legion från den högra, men då satte Caesar in sitt allierade kavalleri, lett av kung Bogud av Mauretanien, där. Labienus manövrerade sitt kavalleri för att möta detta hot. Pompejus trupper, som nu var under hård press av Legio X på ena flanken, och av Caesars kavalleri på den andra, misstolkade detta som en reträtt. Panik uppstod och Pompejus armé flydde fältet. 30 000 av Pompejus trupper skall ha stupat, bland dem Labienus. Samtliga tretton fälttecken erövrades av Caesar, ett tecken på en förkrossande seger. Pompejus den yngre och Sextus lyckades fly.

## Efterspel
Caesar lämnade kvar sin legat Quintus Fabius Maximus för att belägra Munda och pacificerade själv resten av provinsen. Pompejus den yngre tillfångatogs kort efter slaget och avrättades för förräderi. Sextus Pompejus lyckades undkomma och utgjorde senare ett starkt motstånd mot det andra triumviratet. Efter slaget vid Munda fanns inget organiserat motstånd kvar mot Caesar. Efter sitt återtåg till Rom utropades han till diktator på livstid. Ett år senare, 15 mars 44 f.Kr., mördades han dock. Hans mord utlöste en maktkamp som skulle resultera i slutet för den Romerska republiken.